# Androsace forrestiana
Androsace forrestiana är en viveväxtart som beskrevs av Hand.-mazz. Androsace forrestiana ingår i släktet grusvivor, och familjen viveväxter. Inga underarter finns listade i Catalogue of Life.